# 2947 Kippenhahn
2947 Kippenhahn è un asteroide della fascia principale. Scoperto nel 1955, presenta un'orbita caratterizzata da un semiasse maggiore pari a 2,3088771 UA e da un'eccentricità di 0,1238315, inclinata di 3,13305° rispetto all'eclittica.
L'asteroide è dedicato all'astronomo tedesco Rudolf Kippenhahn.